# Polsza
Polsza (Польша) – rosyjskojęzyczna wersja miesięcznika „Polska”, w pewnym okresie osiągnęła nakład 250 000 egzemplarzy a redakcja otrzymywała rocznie ok. 100 000 listów od czytelników z ZSRR.
Od 1999 ukazuje się miesięcznik Nowaja Polsza.